# Homoglaea insinuata
Homoglaea insinuata là một loài bướm đêm trong họ Noctuidae.